# Bruailles
Bruailles is een gemeente in het Franse departement Saône-et-Loire (regio Bourgogne-Franche-Comté). De plaats maakt deel uit van het arrondissement Louhans. Bruailles telde op 1 januari 2022 973 inwoners.

## Geografie
De oppervlakte van Bruailles bedroeg op 1 januari 2022 22,36 vierkante kilometer; de bevolkingsdichtheid was toen 43,5 inwoners per km².

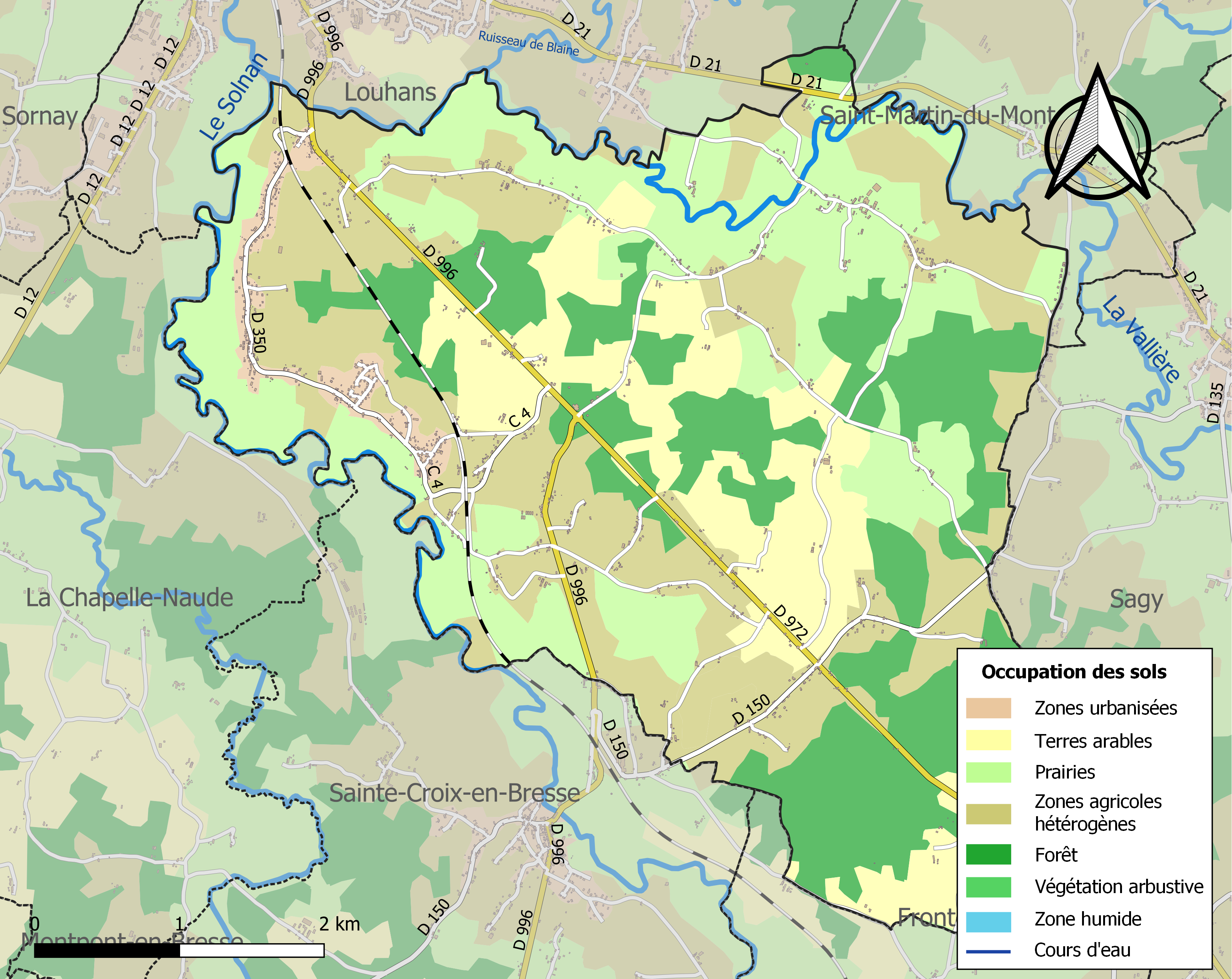
Kaart van de gemeente met de belangrijkste infrastructuur, bodemgebruik en omliggende gemeenten

## Demografie
Onderstaande figuur toont het verloop van het inwonertal (bron: INSEE-tellingen).